# J. G. Hertzler
J. G. Hertzler, né le 18 mars 1950 à Savannah, est un acteur américain. Il est surtout connu pour son rôle de l'alcade Ignacio de Soto dans la série télévisée Zorro, de 1991 à 1993, ainsi que pour son rôle du Général Martok, dans la série télévisée Star Trek: Deep Space Nine, de 1993 à 1999.

## Biographie
Hertzler naît à Savannah, en Géorgie. Ses parents étaient originaires de Port Royal, en Pennsylvanie, et sa famille descend de familles Amish germanophones,.
Il grandit principalement dans la région de Washington, D.C. et fréquente l’Université Bucknell,. C'est là-bas que le département de théâtre le recrute pour une production de Marat/Sade alors qu’ils cherchaient un « grand gars » pour interpréter l’un des rôles.
Après avoir obtenu son diplôme en sciences politiques en 1972 il obtient sa maîtrise en scénographie à l’Université du Maryland et fréquente la faculté de droit pendant un an à l’American University,.
Fervent soutient de Bernie Sanders, John Hertzler se présente aux élections de mi-mandat de 2018, en annonçant sa candidature en tant que représentant de la Chambre des représentants des États-Unis pour le 23e district du Congrès de New York.

## Filmographie partielle

### Télévision
- 1990 : Code Quantum (épisode La Fiancée)[7]
- 1991-1993 : Zorro : Alcade Ignacio de Soto[8]
- 1992 : Highlander (épisode Meurtres en série) : Marcus Korolus[9]
- 1993-1999 : Star Trek: Deep Space Nine : Général Martok[10]
- 1994 : Brisco County (épisode La Convention des chasseurs de primes)[11]
- 1994 : Docteur Quinn, femme médecin (épisode L'Affaire Washington)[12]
- 1996 : Seinfeld (épisode La Pantalonnade)[13]
- 1996 : Loïs et Clark : Les Nouvelles Aventures de Superman (épisodes L'Invasion de la Terre et Bataille terrestre)[14]
- 1999 : Les Pirates de la Silicon Valley : Ridley Scott[15]
- 2000 : Star Trek: Voyager (épisode Tsunkatse)[16]
- 2000 : Charmed (épisode Derniers Vœux)[17]
- 2000 : Roswell (épisode Situation de crise)[18]
- 2000 : Les Anges du bonheur (épisode Trait pour trait)[19]
- 2002 : Tout le monde aime Raymond (épisode L'Âge de raison)[20]
- 2003-2004 : Les Anges du bonheur (épisodes Le Procès et Les Améliorés)[21]
- 2004-2005 : Six Feet Under[22]
- Depuis 2020 : Star Trek: Lower Decks : capitaine des Drookmanis[23]